# Cand.mag.
Cand.mag. (candidatus/candidata magisterii) er i Danmark en person med en kandidatgrad i ét eller flere humanistiske universitetsfag - og vedkommende betegnes med ordet magister, på samme måde som en cand.psych. betegnes som en psykolog. I Norge blev titlen cand.mag. mellem 1920 og 2003 brugt om humanistiske, matematisk-naturvidenskabelige og samfundsvidenskabelige universitetsfag. Den byggede på den danske grad. 
Cand.mag. svarer til Master of Arts på engelsk.
Uddannelsen hed skoleembedseksamen i 1883 ved oprettelsen ved Københavns Universitet, da den var en forudsætning for ansættelse i latinskolen; senere gymnasieskolen. Efter 1968 kaldes naturvidenskabelige kandidater cand.scient.

## Beskæftigelse
I 1978 arbejdede næsten 90 % af alle universitetsuddannede humanister som undervisere; halvdelen af cand.mag.'erne var beskæftiget som gymnasielærere, mens de øvrige forskede og underviste på universiteter, seminarier og handelsskoler. En lille gruppe var ansat i den offentlige administration, og kun få var privatansatte. I de følgende årtier ændrede beskæftigelsessituationen sig, så humanisterne blev bredere ansat. I 2009 var 42 % af alle humanister ansat i den private sektor, ikke mindst indenfor konsulent- og rådgivningsvirksomheder, medievirksomheder, it-virksomheder, HR, salg og marketing.